# Anthidium sertanicola
Anthidium sertanicola là một loài Hymenoptera trong họ Megachilidae. Loài này được Moure & Urban mô tả khoa học năm 1964.